# Kevin De Weert
Kevin De Weert (Duffel, 27 de mayo de 1982) es un ciclista belga. Debutó como profesional en 2003 con el equipo Rabobank, y se retiró del ciclismo profesional en 2015 con el equipo Team Lotto NL-Jumbo. 

## Biografía
Kevin De Weert debutó en el ciclismo en 1998. Ganó el Campeonato de Bélgica de CLM para debutantes el mismo año.
En 2002 se unió al equipo Rabobank Continental. Terminó quinto en el Tour del Porvenir de ese año y noveno en el París-Roubaix sub-23.
Pasó a profesional en casa del Rabobank al año siguiente donde De Weert jugó un rol de escudero durante dos años antes de unirse al Quick Step en 2005 y después recalar en el Cofidis en 2006. Con este equipo, terminó cuarto en la Estrella de Bessèges 2007.
Se unió de nuevo al equipo Quick Step en 2009, terminando 20º en la Vuelta a España y 13º en los Cuatro Días de Dunkerque.
En 2010 realizó de nuevo un Top 20 en el Tour de Francia, siendo el segundo mejor belga de la clasificación general tan solo superado por Jurgen Van den Broeck (5º).
El 27 de mayo de 2015 anunció su retirada del ciclismo tras catorce temporadas como profesional y con 32 años de edad.

## Palmarés
No consiguió victorias como profesional.

## Resultados en Grandes Vueltas y Campeonatos del Mundo
| Carrera         | Carrera         | 2003 | 2004 | 2005 | 2006 | 2007 | 2008 | 2009 | 2010 | 2011 | 2012 | 2013 | 2014 | 2015 |
| --------------- | --------------- | ---- | ---- | ---- | ---- | ---- | ---- | ---- | ---- | ---- | ---- | ---- | ---- | ---- |
|                 | Giro de Italia  | —    | —    | —    | —    | —    | Ab.  | —    | —    | —    | —    | —    | —    | —    |
|                 | Tour de Francia | —    | —    | —    | —    | —    | —    | —    | 17.º | 12.º | 70.º | —    | —    | —    |
|                 | Vuelta a España | —    | 71.º | 95.º | 74.º | —    | 59.º | 20.º | 64.º | 91.º | 41.º | Ab.  | —    | —    |
| Mundial en Ruta | Mundial en Ruta | —    | —    | —    | —    | —    | Ab.  | 25.º | Ab.  | 93.º | Ab.  | —    | —    | —    |

—: no participa

Ab.: abandono

## Equipos
- Rabobank TT3 (2002)
- Rabobank (2003-2004)
- Quick Step (2005-2006)
  - Quick Step (2005)
  - Quick Step-Innergetic (2006)
- Cofidis, le Crédit par Téléphone (2007-2008)
- Quick Step (2009-2014)
  - Quick Step (2009-2011)
  - Omega Pharma-Quick Step (2012-2014)
- Team Lotto NL-Jumbo (2015)[2]